# Лъв Математик
Лъв Математик Философ (на гръцки: Λέων ὁ Μαθηματικός, Φιλόσοφος, Леон Математикос, Философос) е значим византийски изследовател, математик и философ от IX век, архиепископ на Солун (840-843). Той играе голяма роля по времето на т. нар. Македонски ренесанс във Византия.

## Биография
Лъв произлиза от известна византийска фамилия от Тесалия и е братовчед на патриарх Йоан VII Константинополски. Получава добро образование в Константинопол по реторика, философия и аритметика, добива и обширни познания по класическа литература. Интересува се преди всичко от геометрия, астрономия и астрология. Той работи първо като частен учител.
Чрез един негов ученик, който е пленен от арабите, халиф Ал-Мамун чува за математическите познания на Лъв и му предлага работа в Багдад. След това император Теофил (829 - 842) го извиква в своя двор, където през 30-те години става негов съветник. През 840 година Лъв става заради добрите му политически връзки става архиепископ на Солун, но през 843 година се връща обратно в Константинопол. 
Като солунски епископ Лъв е обичан от от хората. Съществува дебат в науката дали е бил иконоборец, макар и умерен.
Лъв дава до средата на 850-те години отново уроци. След това той става ректор на новооснования Константинополски университет в Магнаура, където преподава геометрия, аритметика, астрономия, граматика и философия. В източниците той е споменат за последен път през 869 г.
Лъв събира астрономически и математически съчинения и издава почти всички произведения на математика от Сиракуза Архимед. Той коментира също различни произведения. От него са запазени произведения по астрология.
Свети Кирил Философ е ученик на Лъв (Леон) Математик. В литературата Лъв се бърка често с Лъв Хиросфакт (Leon Magistros Choirosphaktes), който е магистър на император Лъв VI Философ в България и умира след 919 г.